# Ochsenlenke
Die Ochsenlenke ist ein 2614 Meter hoher Gebirgspass in der Venedigergruppe. Er verbindet das Südtiroler Ahrntal über die Knuttenalm (1925 m) mit dem Reintal über einen alten Saumpfad. Der Übergang wird häufig von Mountainbikern bei der Umrundung des Venedigermassivs genutzt.